# Monardella exilis
Monardella exilis är en kransblommig växtart som först beskrevs av Asa Gray, och fick sitt nu gällande namn av Edward Lee Greene. Monardella exilis ingår i släktet Monardella och familjen kransblommiga växter.

## Underarter
Arten delas in i följande underarter:
- M. e. exilis
- M. e. frutescens